# Käru (obec)
Obec Käru (estonsky Käru vald) je bývalá samosprávná obec v Estonsku. Před územně-správní reformou v roce 2017 byla součástí kraje Raplamaa. V roce 2017 však byla začleněna do obce Türi, čímž přešla pod kraj Järvamaa.

## Obyvatelstvo
Na území této zrušené obce žije přes sedm set obyvatel, z toho přibližně dvě třetiny v městečku Käru, které bývalo administrativním centrem obce a podle kterého byla obec pojmenována. Dalšími sídly jsou vesnice Jõeküla, Kullimaa, Kõdu, Kädva, Kändliku, Lauri, Lungu a Sonni.